# Brudzewo (Poméranie)
Pour les articles homonymes, voir Brudzewo.
Brudzewo est une localité polonaise de la gmina rurale et du powiat de Puck en voïvodie de Poméranie. Elle se trouve au nord de la capitale régionale Gdańsk.

## Géographie

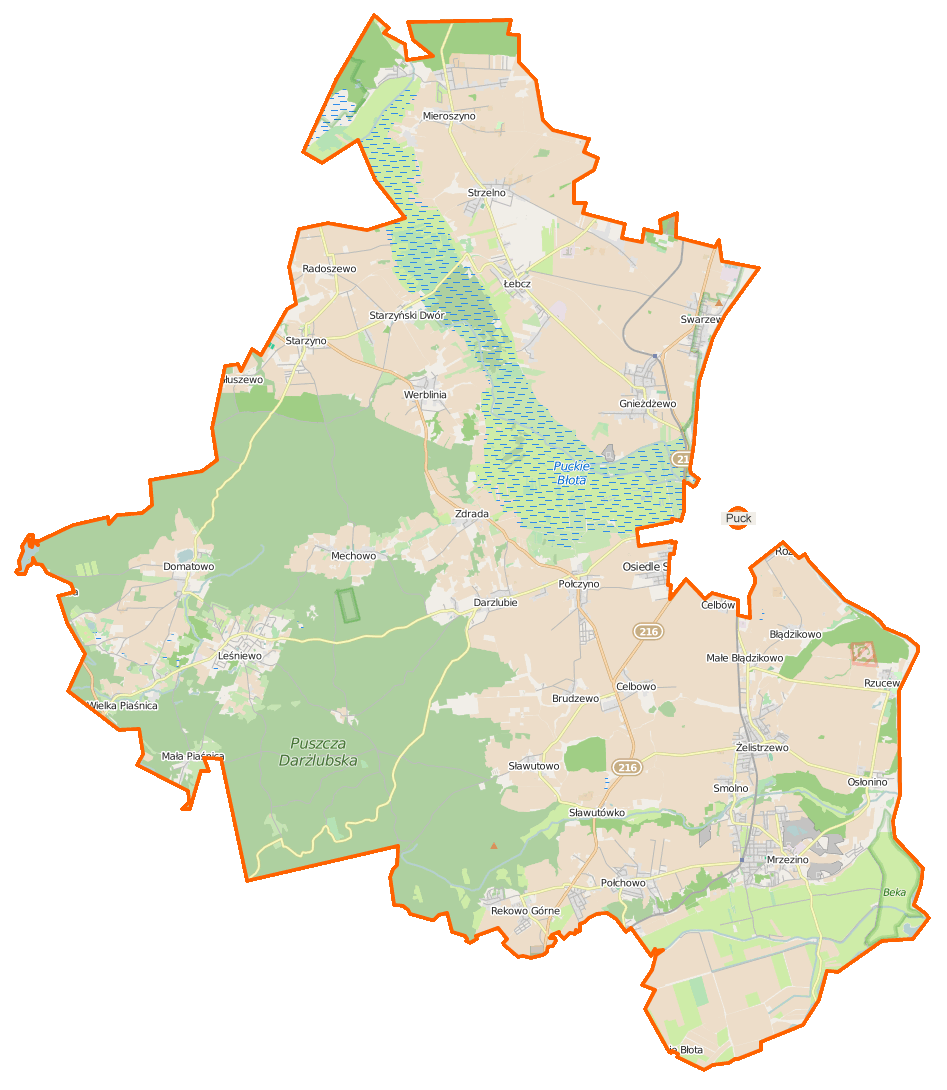
Carte de la gmina de Puck.